# Dieter Glös
Dieter Glös (* 1951 in Neuhausen, Erzgebirge) ist ein deutscher Kantor und Organist.

## Leben und Wirken
Nach seinem Hochschulabschluss in Dresden und Halle als Kantor und Organist in den Fächern Klavier, Orgel, Improvisation, Kontrapunkt, Harmonielehre, Gehörbildung, Tonsatz, Formenlehre, Gesang, Dirigieren, Chorleitung, Partiturspiel, Orgelbau und Orgelkunde, absolvierte er private Orgelstudien bei Hans Otto an der großen Silbermann-Orgel im Dom zu Freiberg, beschäftigte sich intensiv mit der Aufführungspraxis Alter Musik und nahm an mehreren Interpretationsseminaren für Alte Musik teil. 
Von 1978 bis 2012 war er Kantor und Organist an der gotischen Marienkirche in Angermünde an der berühmten Barockorgel von Joachim Wagner von 1742–1744 und im Kirchenkreis Uckermark. Seine umfangreiche Konzerttätigkeit im In- und Ausland führte ihn nach Norwegen, Dänemark, Schweden, die Schweiz, Polen, Frankreich, Japan, Uruguay, Argentinien und Brasilien. Mit seinen Fernseh- und Rundfunkaufnahmen und mehreren CD-Einspielungen machte er die Wagner-Orgel bekannt. Für sein Engagement wurde er mit dem Kulturpreis der Stadt Angermünde ausgezeichnet und ist seit 2010 Rektor der Orgelakademie Uckermark-Westpommern.

## Diskografie
- Orgelmusik des 16. bis 18. Jahrhunderts – Coproduktion ZDF Berlin & Sohbi Tokio/Japan
- Europäische Orgellandschaften (Famous European Organs) – Coproduktion ZDF/DS-Kultur Berlin & Capriccio
- Weihnachtliche Orgelmusik zur Christnacht – Ursina/Motette